# Turpinia robusta
Turpinia robusta är en pimpernötsväxtart som beskrevs av William Grant Craib. Turpinia robusta ingår i släktet Turpinia och familjen pimpernötsväxter. Inga underarter finns listade i Catalogue of Life.